# Vlugtenburg (vakantiepark)
Vakantiepark Vlugtenburg is een vakantiepark in de Nederlandse streek Westland. Het is een van de oudste recreatieparken van Nederland.
Jan Kling begon er in 1916 als boer. Tijdens de Tweede Wereldoorlog was Vlugtenburg Sperrgebiet. Na de oorlog keerde de familie Kling terug uit Friesland en troffen meer zomerhuisjes aan dan toen ze het achtergelaten hadden. In 2002 is het park gesaneerd. Veel oude zomerhuisjes hebben plaats gemaakt voor luxe kajuitbungalows.
Tegenwoordig staat Vlugtenburg bekend als vakantiepark, maar dit is niet altijd zo geweest.
De naam Vlugtenburg stamt al vanaf het jaar 1500. Over het ontstaan van deze naam zijn de meningen verdeeld. Zo wordt verteld dat Vlugtenburg wat hoger lag, zodat de mensen ernaartoe konden vluchten. Een ander verhaal is dat Vlugtenburg zo genoemd is omdat de Fransen ernaartoe vluchtten.
In de 16e en 17e eeuw was Vlugtenburg een buitenplaats.
Naast vakantiepark Vlugtenburg ligt strandopgang Vlugtenburg.